# أندرو فيف
أندرو فيف (بالإنجليزية: Andrew Fyfe)‏ هو رسام كارتون أسترالي، ولد في 12 مايو 1966 في ملبورن في أستراليا.